# سلوك مخزي
سلوك مخزي (بالإنجليزية: Walk of Shame)‏ هو فيلم كوميدي تم إنتاجه في الولايات المتحدة وصدر في سنة 2014. الفيلم من إخراج ستيفين بريل وكتابة ستيفين بريل. من بطولة إليزابيث بانكس وجيمس مارسدن وجيليان جاكوبس وإيثان سوبلي.

## القصة
(ميجان) مراسلة عابثة لإحدى القنوات، حلمها هو أن تصبح مذيعة، يحدث لها موقف صعب بسبب لهوها الدائم؛ حيث تضيع في وسط مدينة لوس أنجلوس، من دون هاتف أو سيارة أو مال، وتتقطع السُبل بينها وبين من يمكنهم مساعدتها، والأزمة الحقيقية أنها لم يتبق لها سوى ثماني ساعات تفصلها عن أهم مقابلة عمل في حياتها المهنية.

## الميزانية والإيرادات
بلغت تكلفة إنتاج الفيلم حوالي 15 مليون دولار بينما حقق أرباحا تقدر بـ 59,209 دولار.

## طاقم التمثيل
- إليزابيث بانكس بدور ميغان مايلز
- جيمس مارسدن بدور غوردون
- جيليان جاكوبس بدور روز
- سارة رايت بدور دنيس
- إيثان سوبلي بدور الضابط ديف
- أوليفر هدسون بدور كايل
- ويلي غارسون بدور دان كارلن
- كيفن نيالون بدور تشوبر ستيف
- بيل بور بدور الضابط والتر
- فيك تشاو بدور نقيب الدورية
- لورانس غيلياد الابن بدور سكريلا
- كين ديفيشن بدور سائق الأجرة المهاجر
- بي جاي بيرن بدور موشي شوارتز
- ألفونسو مكولي بدور بوكي
- بريان كالين بدور تاجر مخدرات فيغيروا
- تيغ نوتارو بدور امرأة محجوزة
- نيسي ناش بدور سائقة حافلة
- دافون ماكدونالد بدور هلك

## وصلات خارجية
- سلوك مخزي على موقع IMDb (الإنجليزية)
- سلوك مخزي على موقع ميتاكريتيك (الإنجليزية)
- سلوك مخزي على موقع روتن توميتوز (الإنجليزية)
- سلوك مخزي على موقع نتفليكس (الإنجليزية)
- سلوك مخزي على موقع قاعدة بيانات الأفلام العربية
- سلوك مخزي على موقع ألو سيني (الفرنسية)
- سلوك مخزي على موقع أول موفي (الإنجليزية)
- سلوك مخزي على موقع بوكس أوفيس موجو (الإنجليزية)
- سلوك مخزي على موقع قاعدة بيانات الفيلم (الإنجليزية)
- سلوك مخزي على موقع ليتربوكسد (الإنجليزية)